# 格羅斯波因特法姆斯
格羅斯波因特法姆斯（英語：Grosse Pointe Farms）是一個位於美國密歇根州韋恩縣的城市。

## 人口
根據2020年美國人口普查的數據，格羅斯波因特法姆斯的面積為31.92平方千米，當中陸地面積為7.08平方千米，而水域面積為24.84平方千米。當地共有人口10148人，而人口密度為每平方千米318人。